# Grădinari (gmina w okręgu Caraș-Severin)
Gmina Grădinari (do 1964: Cacova) – gmina w Rumunii, w okręgu Caraș-Severin. Zamieszkuje ją 1956 osób. W skład gminy wchodzą dwie miejscowości Grădinari i Greoni.